# Aluminate de strontium
Les aluminates de strontium sont des composés inorganiques faisant référence à différents systèmes SrO•Al2O3. Il s'agit essentiellement de SrAl2O4, l'aluminate de strontium stricto sensu (monoclinique), de Sr4Al2O7, SrAl4O7 (monoclinique), Sr3Al2O6 (cubique), SrAl12O19 (hexagonal), Sr4Al14O25 (orthorhombique). Ils peuvent être produits par chauffage à environ 700 à 900 °C d'un mélange d'oxyde de strontium (SrO) et d'alumine (oxyde d'aluminium(III), Al2O3). Les aluminates de strontium sont notamment utilisés dans des ciments hydraulique, des pigments photoluminescents ou thermoluminescents et dans des matrices pour lasers.

## Structure
L'aluminate de strontium, SrAl2O4, est une poudre de couleur argentée sans odeur et insoluble dans l'eau. Il cristallise dans une structure monoclinique avec le groupe d'espace P21 (no  4) ou P21/m (no  11). La structure forme un réseau tridimensionnel de tétraèdres AlO4 qui se partagent les coins de cavités contenant les ions strontium.

## Propriétés et usages
Pour les applications en tant que luminophore, SrAl2O4 est dopé avec les éléments des lanthanides comme l'europium et le dysprosium. Après activation, il s'allume en vert jusqu'à 10 heures (à 520 nm). Ces propriétés ont été découvertes en 1996. Les composés phosphorescents à base d'aluminate de strontium sont plus lumineux et brillent plus longtemps que ceux issus de ZnS.

Pigments phosphorescents - comparaison ZnS versus SrAl
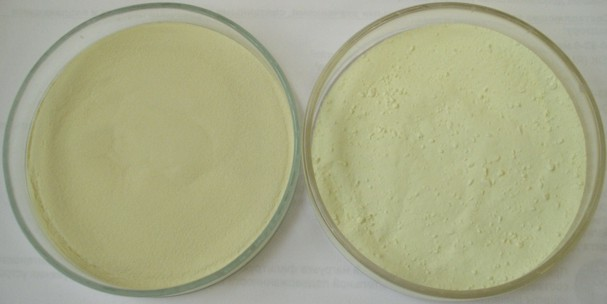
Poudre de ZnS et de SrAl.
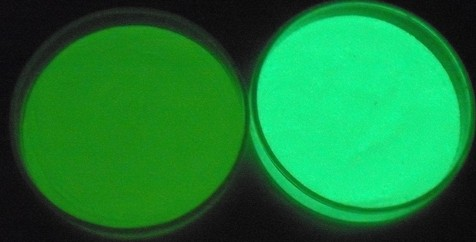
Pigments dans l'obscurité.
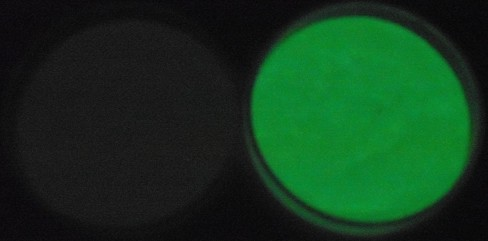
Pigments dans l'obscurité après 4 min.